# گولتس
گولتس (به آلمانی: Gültz) یک شهر در آلمان است که در Mecklenburgische Seenplatte District واقع شده‌است. گولتس ۶۲۲ نفر جمعیت دارد.